# Rue Chaptal (Levallois-Perret)
Pour l’article homonyme, voir Rue Chaptal.
La rue Chaptal est une voie située à Levallois-Perret, commune française du département des Hauts-de-Seine au nord-ouest de Paris.

## Situation et accès

### Voirie urbaine
La rue Chaptal est orientée de sud-est à nord-ouest et perpendiculaire à la Seine. Longue d'environ un kilomètre, elle débute au 52, rue Jacques-Ibert — à proximité de l’avenue de la Porte-de-Champerret à Paris — et se termine au 2, rue Paul-Vaillant-Couturier.

### Voies rencontrées
La rue Chaptal rencontre les voies suivantes, dans l'ordre des numéros croissants (« g » indique que la rue se situe à gauche, « d » à droite ; si aucune lettre n'est indiquée, la rue coupe la rue Chaptal) :
- début : rue Jacques-Ibert ;
- place du Maréchal-de-Lattre-de-Tassigny ; rue Louise-Michel ;
- rue Louis-Rouquier ;
- rue Aristide-Briand ;
- rue Voltaire ;
- rue de l'Aspirant-Dargent (g) ;
- rue Kléber ;
- fin : rue Paul-Vaillant-Couturier, anciennement rue Gide.

### Voie de communication

#### Circulation automobile
La circulation automobile est à sens unique sur toute la longueur de la voie, dans le sens rue Paul-Vaillant-Couturier vers rue Jacques-Ibert.

#### Transports en commun
La rue Chaptal est desservie par la ligne 3 du métro de Paris avec les deux stations Anatole France et Louise Michel.

## Origine du nom
La rue doit son nom au chimiste et homme politique français Jean-Antoine Chaptal (1756-1832).

## Historique
À la suite de l'annexion par Paris des anciens terrains zoniers, qui servit ultérieurement à l'aménagement du boulevard périphérique, la rue Chaptal fut amputée de son tronçon sud. Elle croisait antérieurement le boulevard Bineau et la rue Jean-Jaurès (tronçon également supprimé) et débouchait sur le boulevard de l'Yser, derrière le centre de secours Champerret, dans l'alignement de la rue Bayen.

## Bâtiments remarquables et lieux de mémoire

### no11

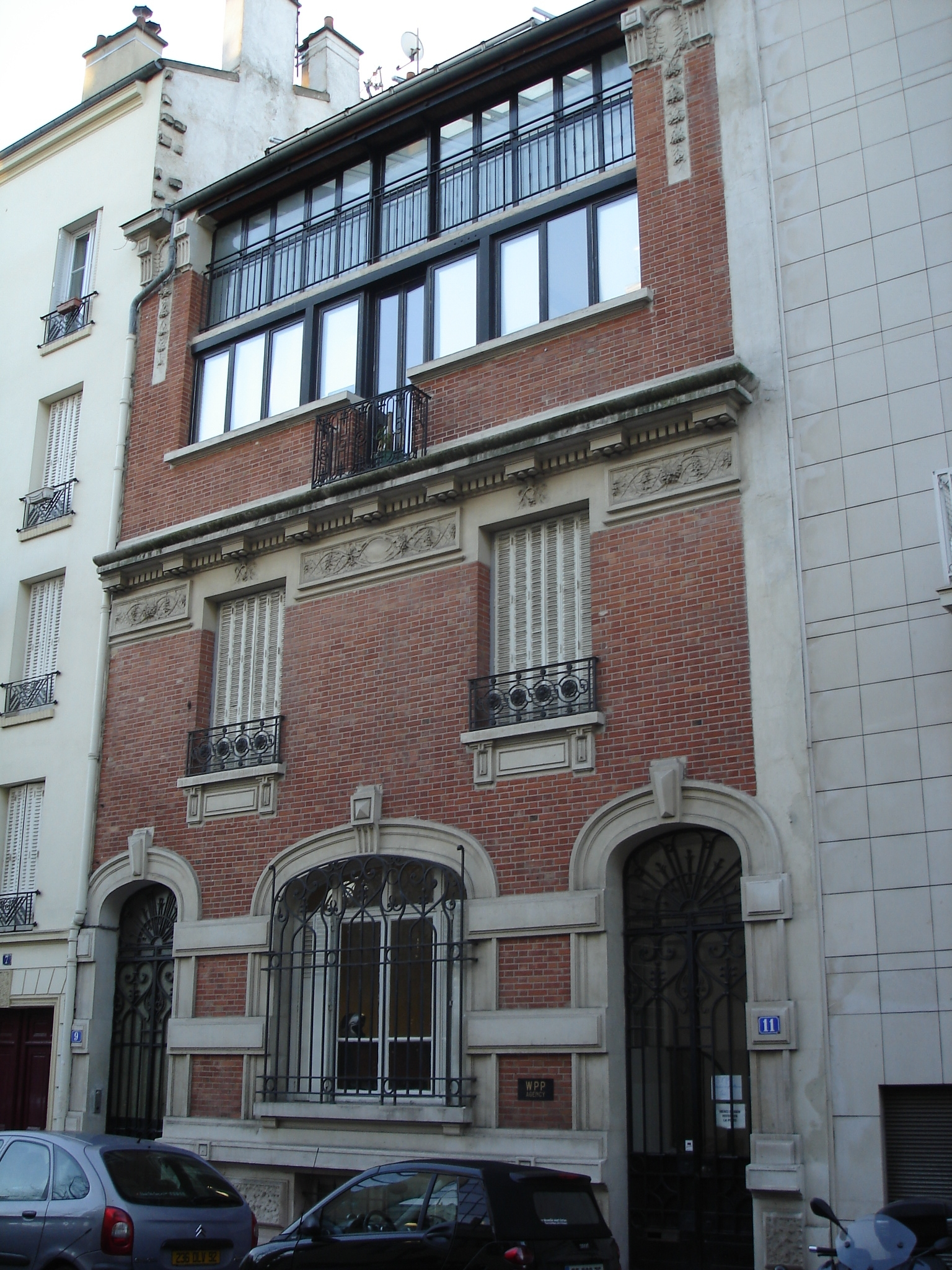
Maison d'artiste au 11, rue Chaptal.

Cette maison d'artiste a été érigée en 1910 par l'architecte L. Cuinat de Bois-le-Roi (Seine-et-Marne). La maison de deux étages dont le second étage entièrement occupé par l'atelier d'artiste, possède une baie à double niveau, est construite en briques rouges. Au rez-de-chaussée, de chaque côté d'une large fenêtre se trouve une porte d'entrée. Les deux portes ainsi que la fenêtre à arc en plein cintre, sont protégées par des grilles en fer forgé. Un bandeau sculpté en pierre, réalisé par le sculpteur bordelais Jules Rispal et représentant des branches de sorbier, situé juste en dessous d'une corniche, sépare le premier étage du second.
L'atelier est équipé d'une monumentale cheminée réalisée par les céramistes Alphonse Gentil et François Eugène Bourdet.
Ce bâtiment est inscrit à l'inventaire général du patrimoine culturel de la France depuis le 6 octobre 1995.

### no25 etno41
Ces deux immeubles, ainsi que de nombreux autres à Levallois-Perret, sont l'œuvre de l'architecte Edmond Lamoureux qui occupera le poste de maire de la ville sous l'étiquette radical-socialiste du 19 octobre 1909 au 19 mai 1912. Influencé par le style Art nouveau, mais avec mesure, ses constructions relativement sobres allient courbes et volutes, fer forgé, décors végétaux et animaliers.
Le 25, rue Chaptal est daté de 1899. L'immeuble de cinq étages, est en pierre au rez-de-chaussée, en brique rouge au premier et au dernier étage, tandis que les étages intermédiaires sont en brique ocre. Le premier et le quatrième étage possèdent des fenêtres à arc en anse de panier, surmontées par des corbeaux soutenant, les balcons du second étage et au quatrième étage, au-dessus d'une frise sculptée, un entablement filant sur toute la largeur de l'immeuble. Toutes les fenêtres sont équipées de balustrades en fer forgé, celles du second étage sont de forme galbée. Le centre de la frise du quatrième étage est orné d'une grande fleur de tournesol.
Le 41, rue Chaptal est daté de 1903. La partie la plus remarquable de l'immeuble est l'ensemble formé par les deux fenêtres centrales du second et du troisième étage, en pierres blanches qui se dégage de la masse de l'immeuble en brique rouge. Les fenêtres du rez-de-chaussée ainsi que la porte en bois sculptée sont à arc en anse de panier, tandis que les fenêtres du second sont à arc segmentaires. À mi-hauteur du deuxième étage, une corniche sert d'appui à trois corbeaux sculptés ou modillons, soutenant le balcon central du troisième étage. L'immeuble est signé par l'architecte suivant une calligraphie Art nouveau.

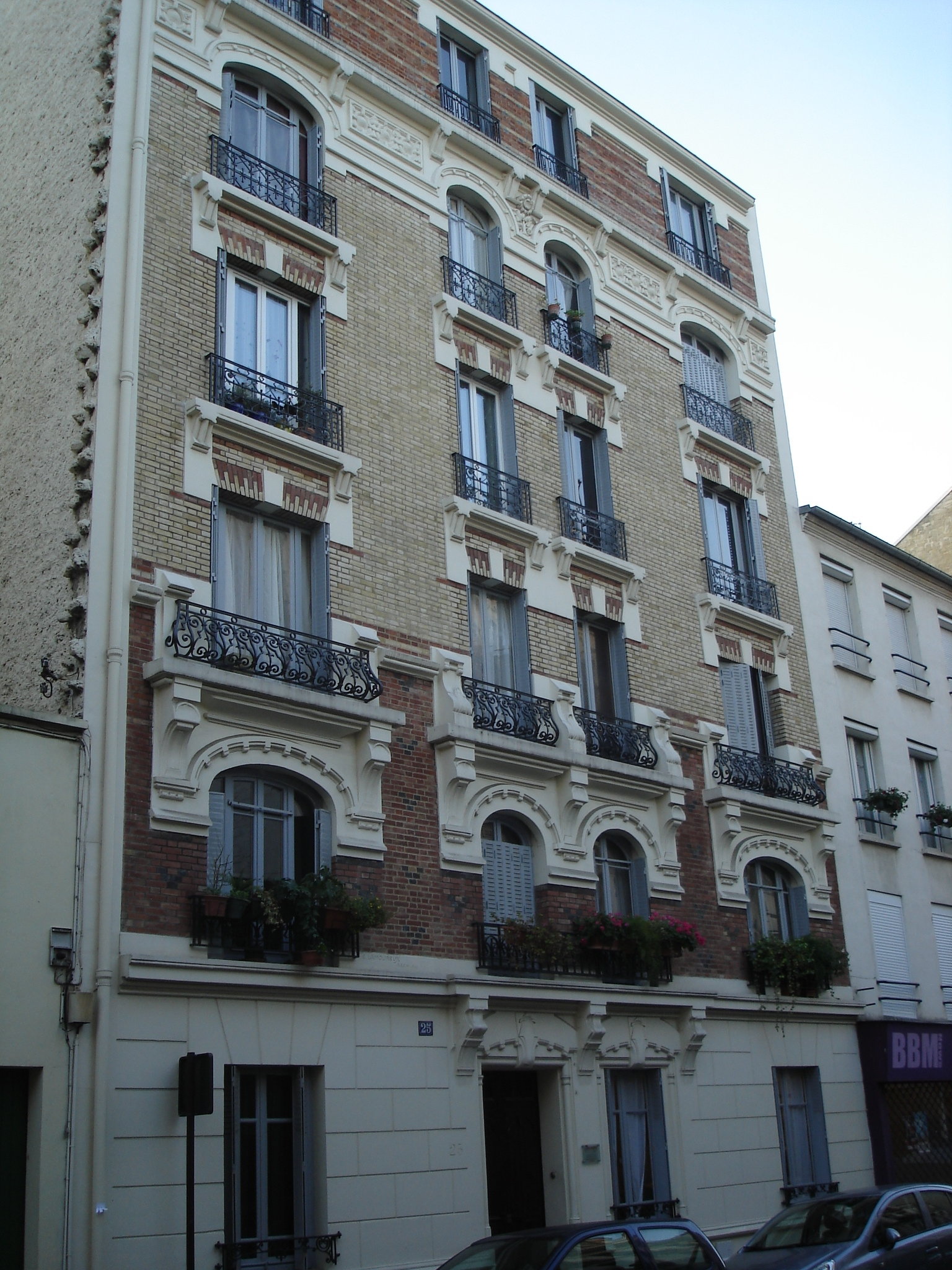
Immeuble du 25, rue Chaptal.
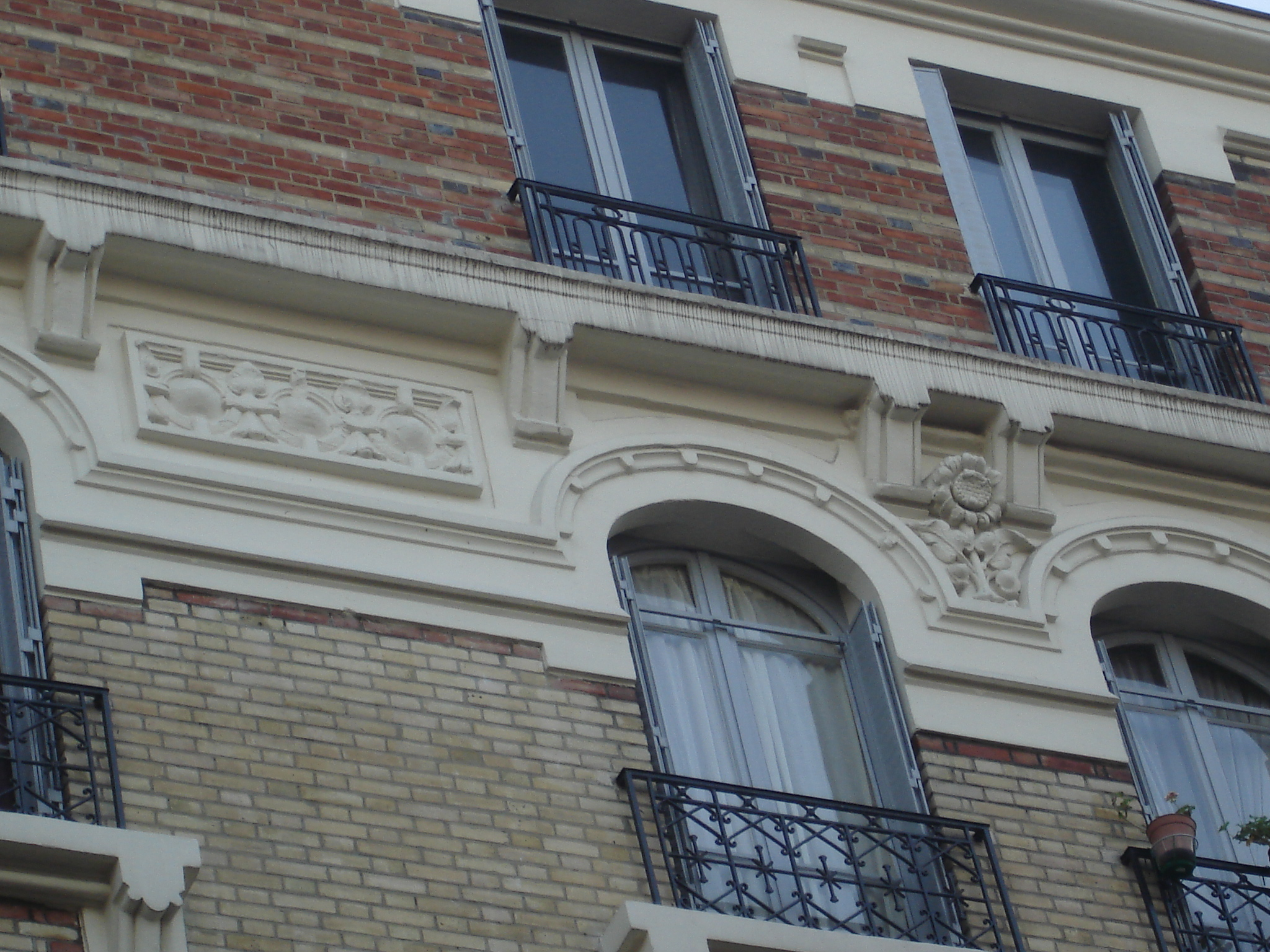
Immeuble du 25, rue Chaptal. Détail de la frise avec le tournesol.
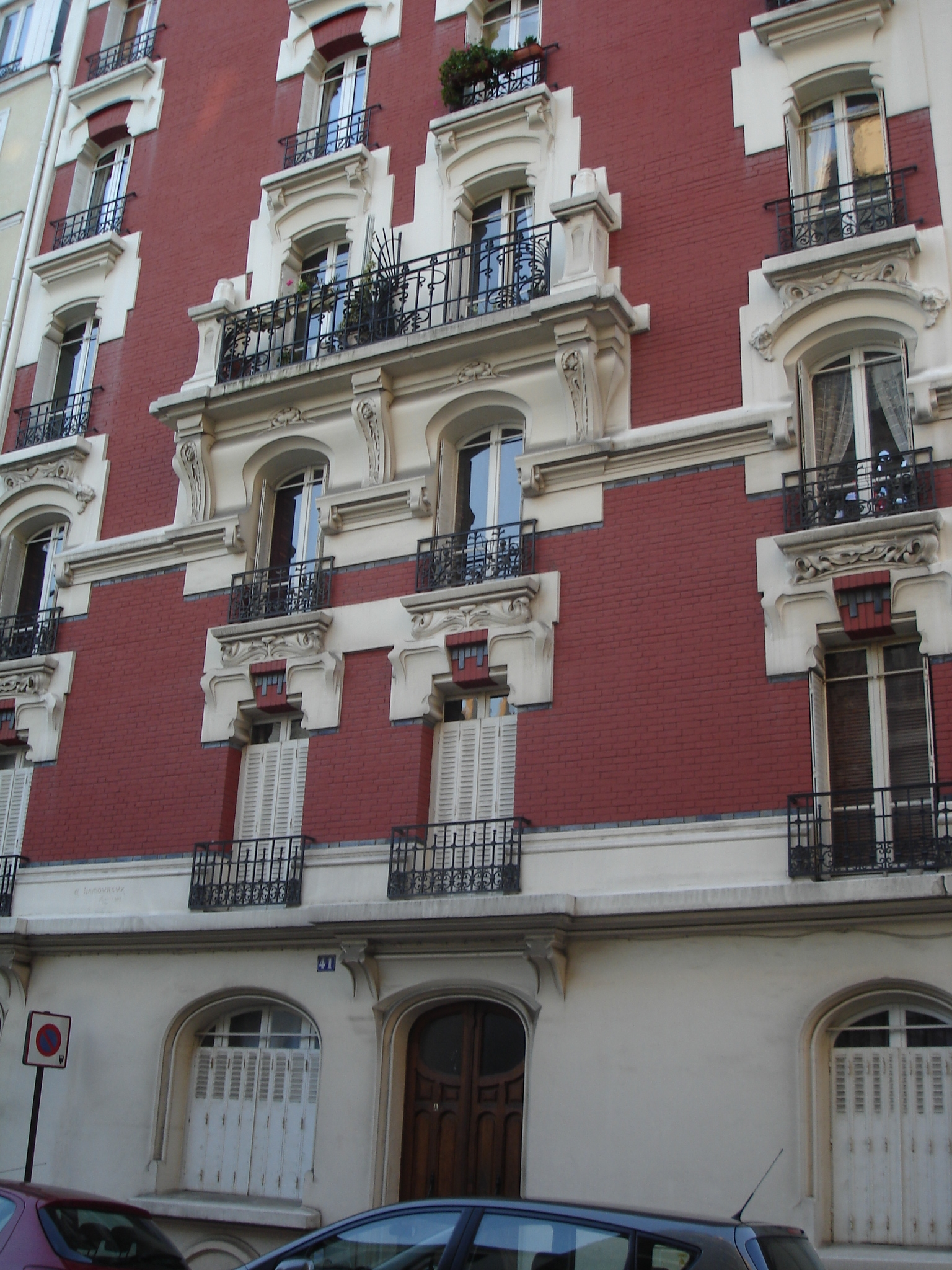
Immeuble du 41, rue Chaptal.
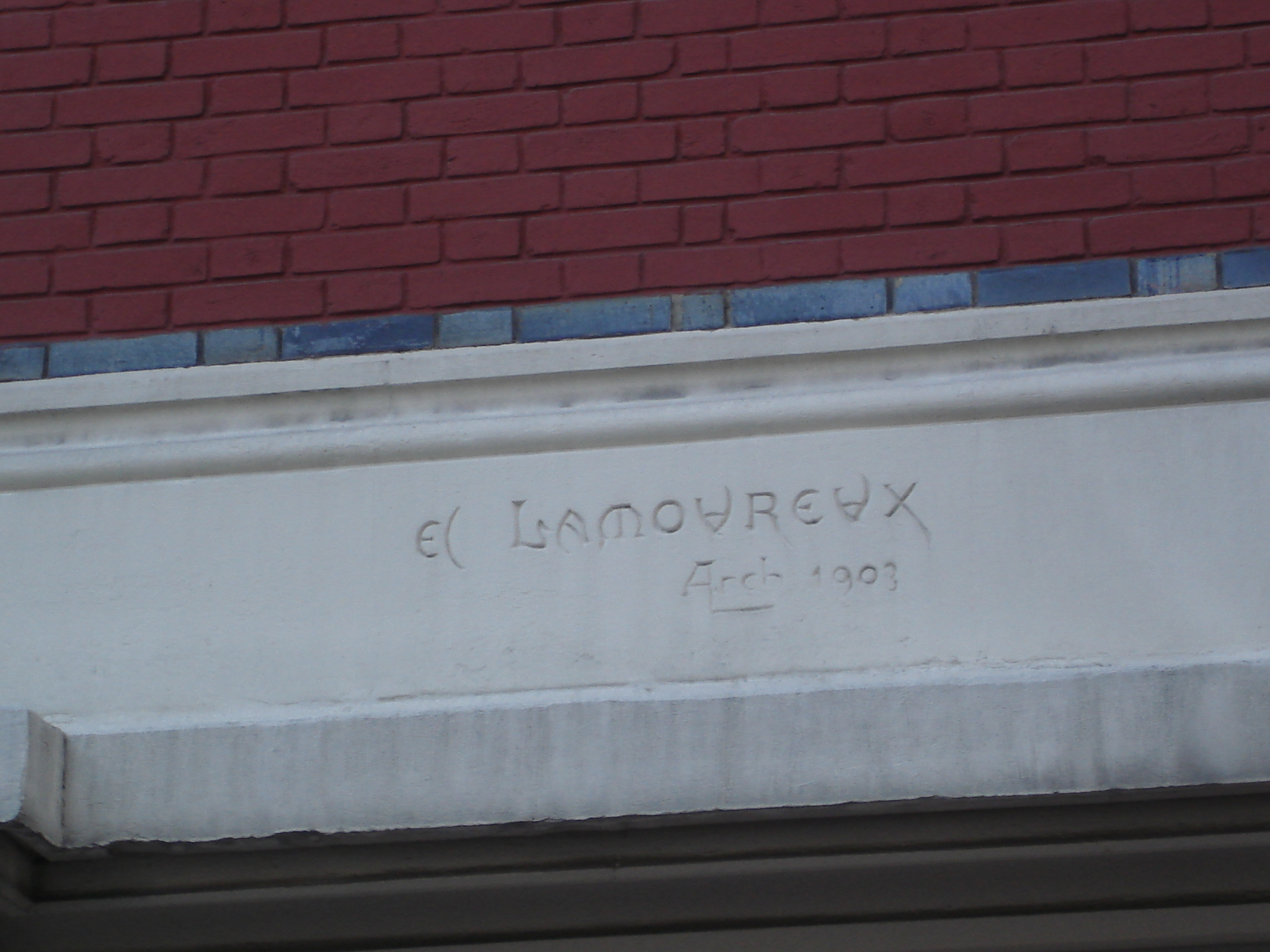
Signature d'Edmond Lamoureux sur l'immeuble du 41, rue Chaptal.

### no31

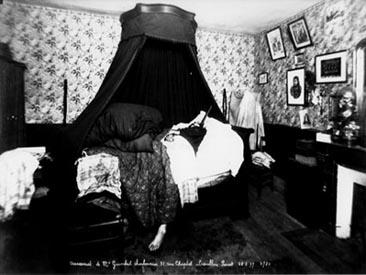
Photographie de la scène de crime du meurtre de M. Grimbal en 1897.

Alphonse Bertillon (1853-1914), criminologiste français, est l'inventeur de l'anthropométrie et un des premiers à prendre des photographies des scènes de crime avant que celles-ci ne soient perturbées pour les besoins de l'enquête.
Le 28 mai 1897, le charbonnier Grimbal est assassiné au 31, rue Chaptal dans sa chambre à coucher. Les photographies prises à l'époque par la police sont conservées aux archives historiques et musée de la Préfecture de Police de Paris.

### no61
L'usine de papeterie (usine de papier de verre) dite « usine de papier de verre Hermes abrasif » a été construite en 1932 au moment de la fondation de la Société des abrasifs Hermes. Les deux étages sur rue servent de logements privés. Les bureaux sont au rez-de-chaussée et les ateliers au fond de la cour sont finalement utilisés comme entrepôts.
Ce bâtiment a été inscrit à l'inventaire général du patrimoine culturel de la France le 24 août 1999. Il a été démoli en 2011 et remplacé par un immeuble d'habitation.

### no86
L'industriel et scientifique français Armand de Gramont (1879-1962), crée en 1908 au 86, rue Chaptal, dans le jardin d'une maison de retraite appartenant à ses beaux-parents, un laboratoire d'aérodynamique, qu'il transforme pendant la Première Guerre mondiale, sur la demande du ministère de la Guerre, en atelier de fabrication d'optiques, destinées principalement à la construction de collimateurs de visée.
En 1919, il fonde la Société Optique et précision de Levallois (OPL) en remplacement de son atelier d'optique. La société est jusqu'à la Seconde Guerre mondiale spécialisée en appareils et instruments d'optique destinés essentiellement à l'armée. Elle se diversifie par la suite dans le domaine civil, produisant notamment à partir de 1945 des appareils photographiques haut de gamme commercialisés sous la marque Foca. La fabrication est transférée dès 1947 à Châteaudun dans une usine spécialement aménagée pour cette production.
De fusion en absorption, la Société OPL devient successivement la Sopelem en 1965, puis la Sopelem-Sofretec, puis la Sfim-ODS, avant d'être rachetée en 2000 par la Sagem.

### Place du Maréchal-de-Lattre-de-Tassigny
Cette place située à l'intersection de la rue Louise-Michel (anciennement rue Vallier) et de la rue Chaptal, s'appelait auparavant place Chaptal. Un monument commémoratif y avait été érigé en 1908 à la mémoire de deux Levalloisiens, le capitaine Braun et le maréchal des logis Martin, de la mission du lieutenant Bretonnet, anéantie en 1899 par Rabah sur le rocher de Togbao, au bord du Chari. Ce monument comprenait une colonne sur laquelle était placé un coq en bronze de hauteur 1,18 mètre et de largeur 1,50 mètre. Le monument a été démonté et le coq a été réinstallé à l'intérieur du parc de la Planchette.
La place a été réaménagée avec un terre-plein central planté d'arbres, et renommée place du Maréchal-de-Lattre-de-Tassigny. La place est ornée d'un Monument au maréchal de Lattre de Tassigny, composé de sa tête en bronze sur un piédestal en béton sur lequel est gravé l'inscription : « JEAN DE LATTRE DE TASSIGNY ; MARECHAL DE FRANCE ; 1889-1952 ».

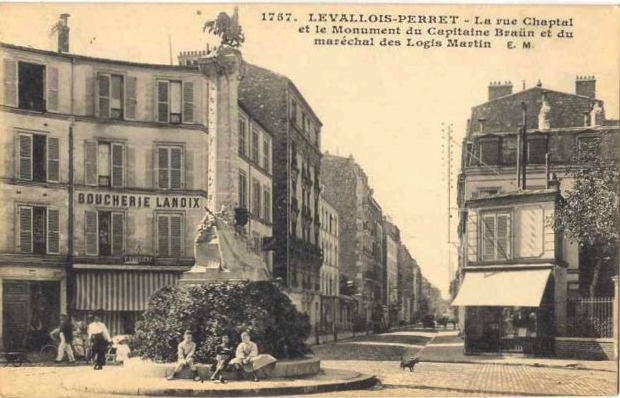
La place Chaptal et le Monument au capitaine Braun et au maréchal des logis Martin, vers 1910.
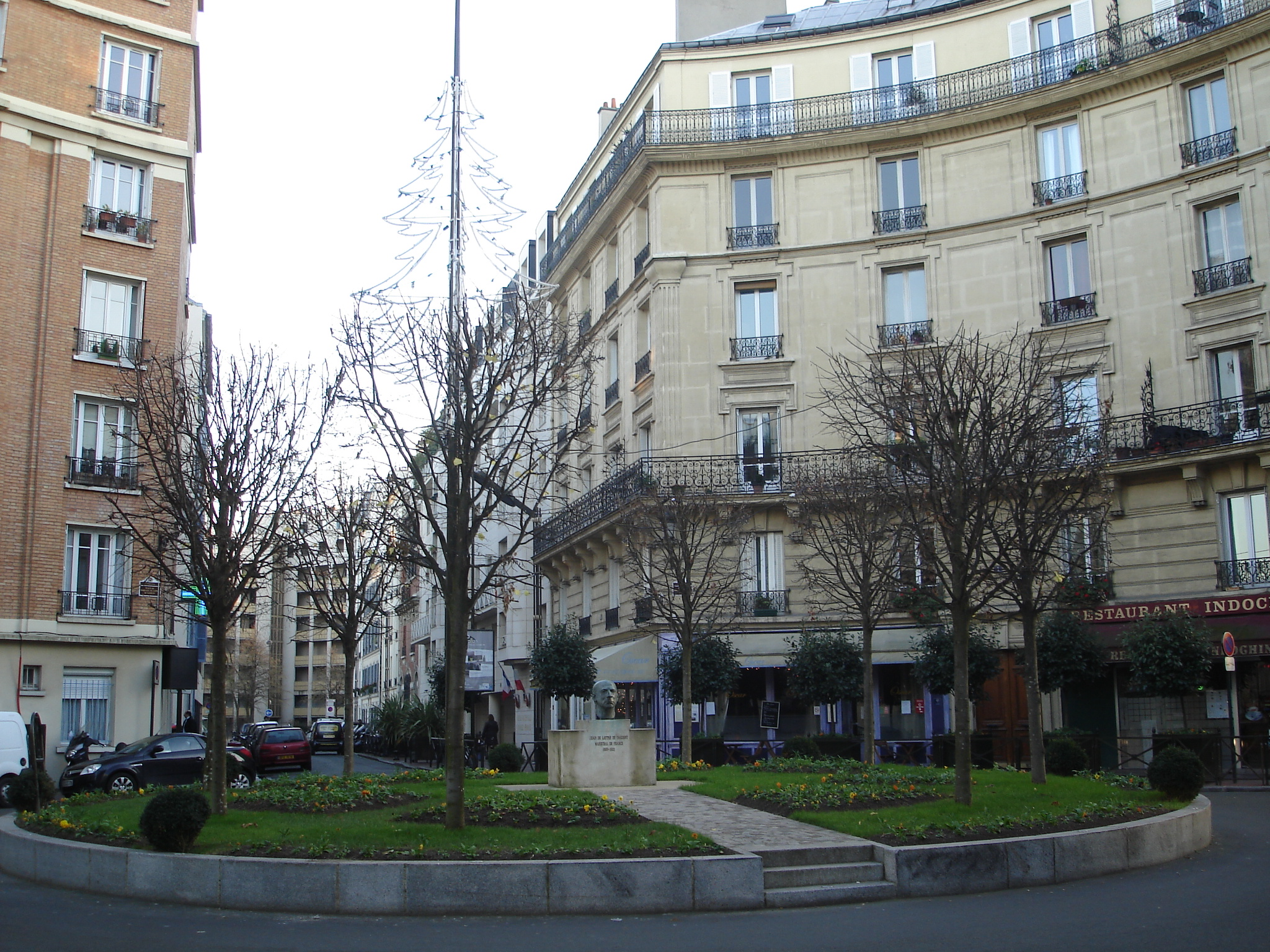
Place du Maréchal-de-Lattre-de-Tassigny en 2008.
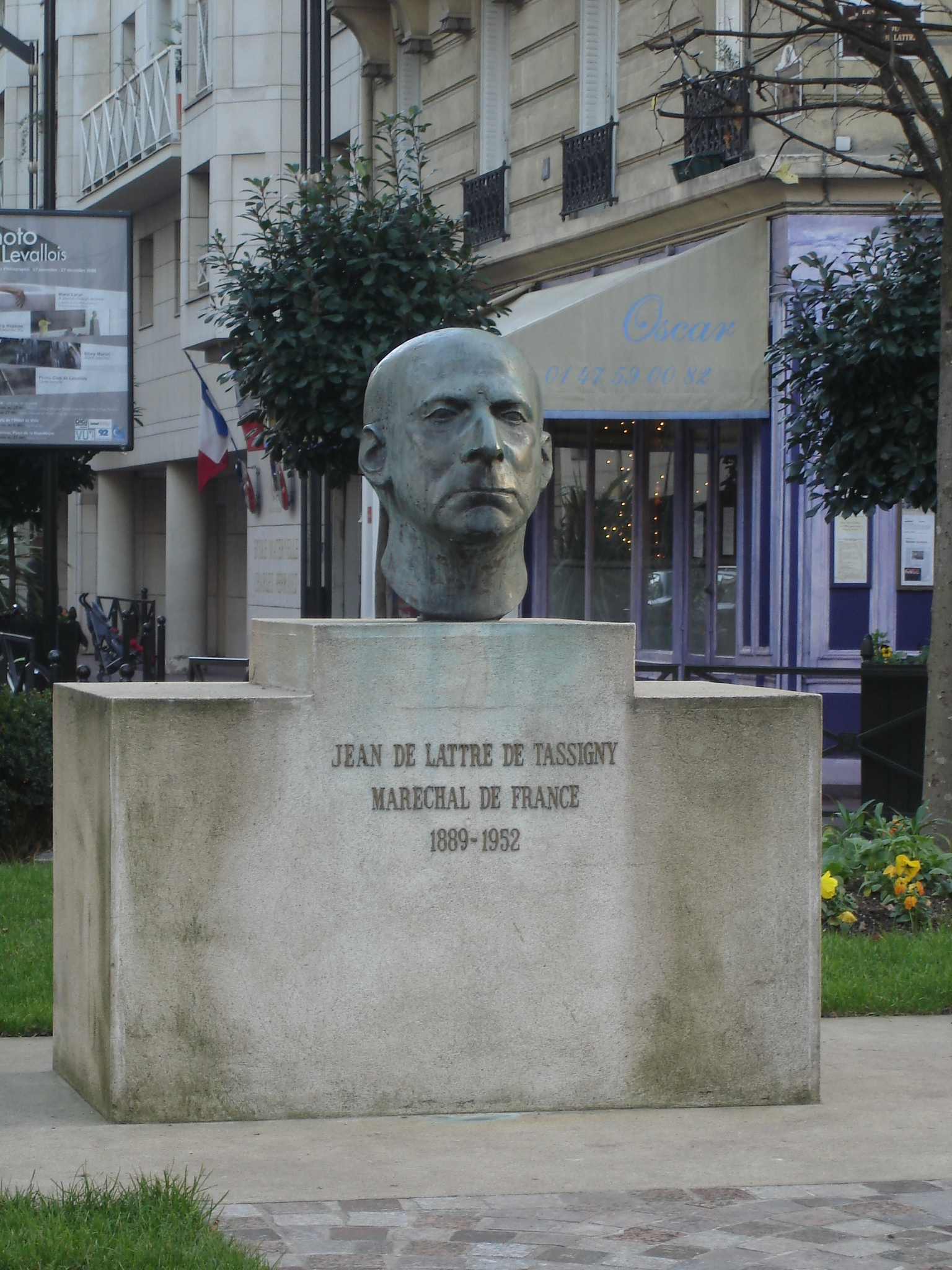
Monument au maréchal de Lattre de Tassigny.